# バイラム・ハーン

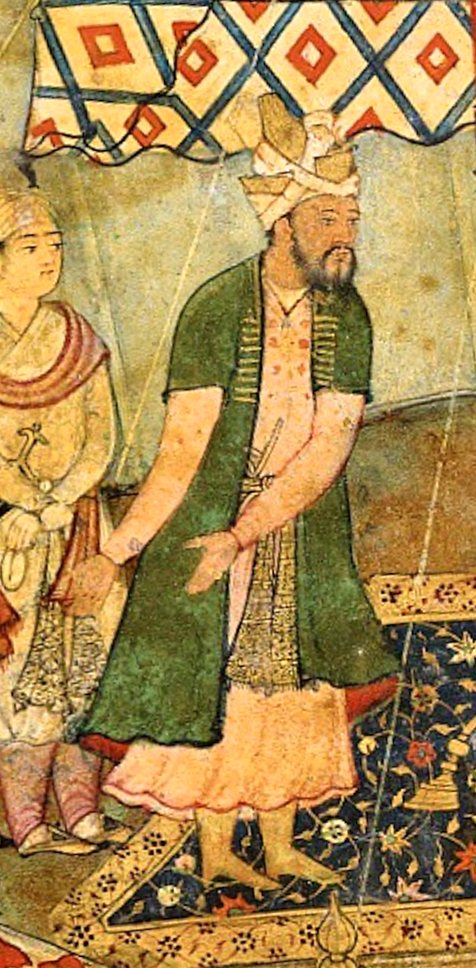
バイラム・ハーン

バイラム・ハーン（ペルシア語: بيرام خان, ヒンディー語: बैरम खां, Bairam Khan/Bayram Khan, 1501年頃 - 1561年1月31日）は、北インド、ムガル帝国の宰相、摂政、軍総司令官。ペルシア語ではバイラーム・ハーンとも呼ばれる。
バーブル、フマーユーン、アクバルの3代にわたって仕えた臣でもあり、ハーン・ハーナーン（Khan Khanan・諸王の王）の称号を持っていた。

## 生涯

### ムガル帝国への仕官
バイラム・ハーンはトルコ系カラ・コユンルの流れをくむ一族として、アフガニスタンのバダフシャーンに生まれた。
カラ・コユンルは西イランに黒羊朝を樹立した部族で、バイラム・ハーンの父と祖父はムガル帝国の皇帝となったバーブルに付き従い、インドに向けての遠征に従軍している。彼自身もまた、16歳の時からバーブルの遠征に従軍するようになった。

### フマーユーン、アクバルの重臣として

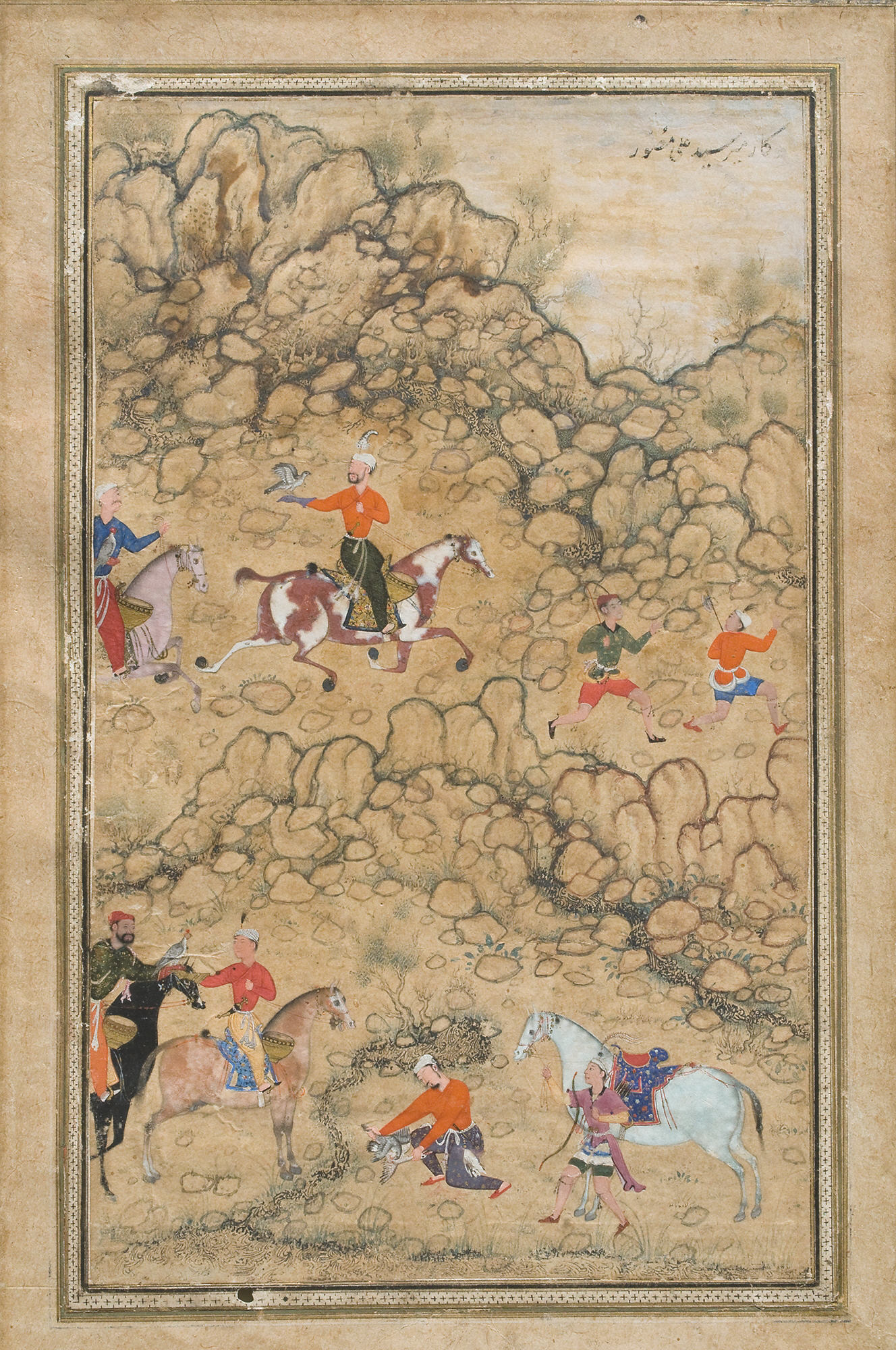
アクバルに同伴するバイラム・ハーン

バイラム・ハーンはバーブルの後をついで皇帝となったフマーユーンのもとで、グジャラートやベンガル、ヴァーラーナシーなどの戦いで大きな功績を上げた。また、1540年にフマーユーンがスール朝のシェール・シャーにデリーを追われた際にも、彼に付き従いイランへと赴き、カンダハールの知事となった。
1555年7月にフマーユーンがデリーに戻るまで、バイラム・ハーンはその帰還までに多大な尽力を惜しまず、スール朝の軍勢と戦い、バイラム・ハーンはシルヒンドの戦いで功を上げた。6月にフマーユーンが皇子アクバルを後継者に決めた際、ムヌイム・ハーンをその後見人にしていたが、バイラム・ハーンがこの戦功で交代する形で後見人となり、ムヌイム・ハーンはカーブルにいた別の皇子ミールザー・ハキームの後見人となった。
同年1月にフマーユーンが死ぬと、バイラム・ハーンはその後を継いだ幼少の皇帝アクバルの摂政（執政）となった。だが、スール朝の残党であるヘームーが挙兵し、帝国軍との戦いに連勝して北インドの大半を制圧し、10月6日にデリーを占領した。
バイラム・ハーンはアクバルとともにこのときパンジャーブでスール朝の残党を討伐するため遠征していたが、ジャランダルでこのデリー占領を知った。帝国軍20,000人に対してヘームーの軍は100,000人を越し、帝国軍より圧倒的に優勢であることがわかり、戦うか戦わないかで議論になった。家臣の大多数は戦うのは明らかに無謀であり、アフガニスタンのカーブルに逃げたのちに戦力を確保することを進言したが、アクバルとバイラム・ハーンは戦うことを意見し、結局戦うことになった。バイラム・ハーンはまた、何の抵抗なくデリーを敵に明け渡したとして自身のライバルであったタールディー・ベグを処刑した。
11月5日、帝国軍とヘームーの軍はパーニーパットで激突したが、戦力の差は圧倒的で、帝国軍はヘームーの大軍に包囲され、敗北寸前に陥った。ヘームーが勝利したと思われたとき、象の上に乗って指揮をしていたヘームーが片目を矢で射られて意識を失い、彼の軍は混乱に陥った。
数時間後、ヘームーの軍は潰走し、バイラム・ハーンがヘームーを処刑したことで、第二次パーニーパットの戦いは終結した。帝国軍はヘームーの軍を大量虐殺したのち、同月7日にアクバルは帝都デリーに入城し、ムガル帝国の統治をはじめることとなった。

### 宮廷内の対立とアクバルの実権掌握

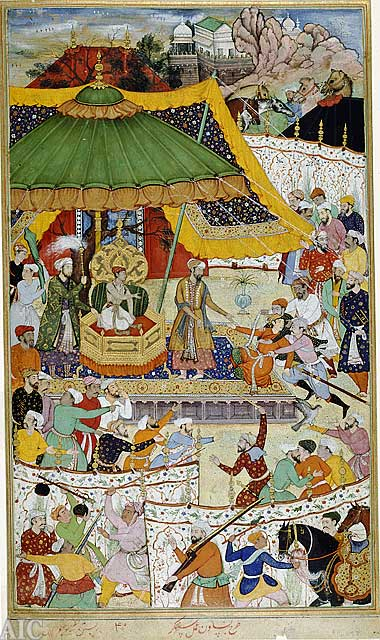
アクバルとバイラム・ハーン（アクバル・ナーマ）

その後、スール朝の残党勢力はムガル帝国に降伏したり、ベンガルやオリッサと地域へと向かった。バイラム・ハーンは権力を握ったが、ムガル帝国内部では対立抗争が始まっていた。
アクバルは執政バイラム・ハーンの補佐のもと統治を行い、彼のことを「バーバー・ハーン（父なるハーン）」と呼んで重用した。
その反面、アクバルは皇帝を凌ぐほどの権力を持つ彼を内心恐れていた。また、ムガル帝国は宮廷ではスンナ派が多数であったにもかかわらず、バイラム・ハーンは少数派のシーア派であり、彼が支持者やシーア派の者を高官に任じたことは古参の貴族から無視されていると非難を買った。そのうえ、タールディー・ベグを自らの判断で処刑したことも尾を引いていた。
アクバルがしだいに統治に対して責任感を持つようになると、バイラム・ハーン対立していくこととなった。対立の過程で、アクバルは母ハミーダ・バーヌー・ベーグムや乳母であり乳母マーハム・アナガ、乳兄弟アドハム・ハーンを頼るようになり、彼女たちはバイラム・ハーンの失脚計画を企てた。バイラム・ハーンはこのような状況でも傲慢で、あるときはアクバルの象使いに腹を立てて、独断で殺すようなことをした。
1560年3月、アクバルはマーハム・アナガらの知恵を借り、バイラム・ハーンの失脚計画を実行した。まず、アクバルはバイラム・ハーンとともにアーグラを離れて狩りに出かけ、マーハム・アナガはデリーにいるアクバルの母が病に倒れたとの嘘の知らせをアクバルに入れた。アクバルは病気見舞いを口実にバイラム・ハーンのもとを離れてデリーに向かい、バイラム・ハーンはアーグラへと戻った。また、ムヌイム・ハーンはマーハム・アナガの要請で、バイラム・ハーンがアクバルの代わりにミールザー・ハキームを利用しないよう、彼を連れてデリーに赴いていた。
だが、計画したのがマーハム・アナガだと分かった場合、彼女はバイラム・ハーンに報復される可能性があった。そこで、彼女はアクバルを一旦デリーの外に出させ、そこからバイラム・ハーンとのやり取りをさせた。こうして、アクバルはバイラム・ハーンの解任を宣言し、バイラム・ハーンもこれを了承し、クーデターは成功したのである。

### 反乱と死

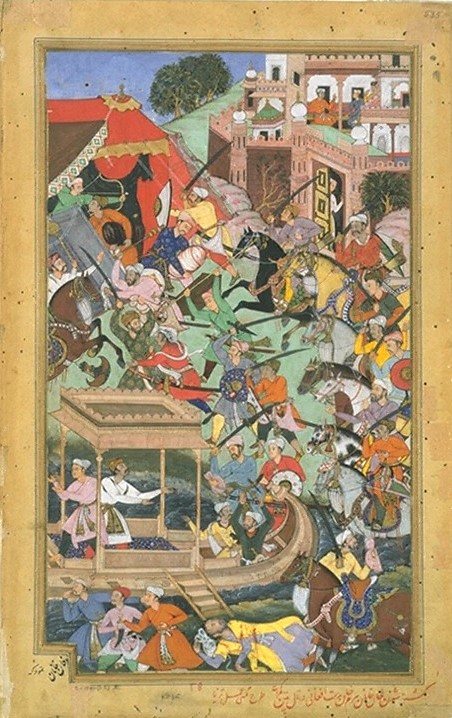
殺害されるバイラム・ハーン

アクバルはバイラム・ハーンに帝国を自身で統治するという旨を伝え、メッカ巡礼を命じて引退を勧告し、バイラム・ハーンもこれに従って巡礼に向かった。だが、バイラム・ハーンは自身の宰相位が部下のバハードゥル・ハーンに与えられたことで屈辱を味わい、さらにはグジャラートに着いたとき自分に恩のある部下ピール・ムハンマド・ハーンが追討に向かってきたと知り、パンジャーブに戻ってついに反乱を起こした。
バイラム・ハーンの反乱は半年の間は続いた。アクバルはアトガ・ハーンを追討に向かわせ、バイラム・ハーンはジャランダルの戦いで敗れ、反乱は鎮圧された。その後、バイラム・ハーンはムヌイム・ハーンに自身の摂政の称号が与えられたことを知り、アクバルに反乱を謝罪し、降伏する旨の文書を送った。
バイラム・ハーンはアトガ・ハーンに捕えられ、アクバルの面前に引き出されたが、アクバルは親切に迎え入れ、自身の私的顧問か地方の太守として働くか、あるいはメッカに巡礼するか再び選択肢を与えた。バイラム・ハーンはメッカ巡礼を選び、グジャラートへと赴いた。
1561年1月31日、バイラム・ハーンはアフマダーバード近郊のパータンでアラビア半島へ出発する手はずを整えていたさなか、彼に個人的な恨みのあるアフガン人によって殺害された。アクバルは彼の死を悼み、その妻サリーマ・スルターン・ベーグムと息子アブドゥル・ラヒーム・ハーンはアクバルに引き取られ、前者はアクバルの妃となり、後者はのちにアクバルの大臣となった。